# Торвіскоза
Торвіскоза (італ. Torviscosa) — муніципалітет в Італії, у регіоні Фріулі-Венеція-Джулія,  провінція Удіне.
Торвіскоза розташована на відстані близько 450 км на північ від Рима, 50 км на північний захід від Трієста, 29 км на південь від Удіне.
Населення — 2916 осіб (2014).
Щорічний фестиваль відбувається 15 серпня. Покровитель — Assunta Beata Maria Vergine.

## Демографія
Населення за роками:

Станом на 1 січня 2023 року в муніципалітеті офіційно проживало 156 іноземців з 31 країни, серед них 71 громадянин країн Євросоюзу та 8 громадян України.

## Сусідні муніципалітети
- Баньярія-Арса
- Червіньяно-дель-Фріулі
- Гонарс
- Градо
- Порпетто
- Сан-Джорджо-ді-Ногаро
- Терцо-д'Акуїлея